# Нојсорг
Нојсорг (њем. Neusorg) општина је у њемачкој савезној држави Баварска. Једно је од 26 општинских средишта округа Тиршенројт. Према процјени из 2010. у општини је живјело 1.968 становника. Посједује регионалну шифру (AGS) 9377143.

## Географски и демографски подаци
Нојсорг се налази у савезној држави Баварска у округу Тиршенројт. Општина се налази на надморској висини од 573 метра. Површина општине износи 17,8 km². У самом мјесту је, према процјени из 2010. године, живјело 1.968 становника. Просјечна густина становништва износи 110 становника/km².

## Међународна сарадња
| Мјесто | Држава | Врста сарадње | Од    |
| ------ | ------ | ------------- | ----- |
|        | Чешка  | партнерство   | 1991. |
| Извор  |        |               |       |